# Tülər
Tülər è un comune dell'Azerbaigian situato nel distretto di Quba. Conta una popolazione di 1 001 abitanti.